# 121 هيرميون
121 هيرميون هو كويكب كبير جدًا، اكتشف في عام 1872 بواسطة جيمس كريغ واتسون في آن آربر في 12 مايو 1872. يدور الكويكب في مجموعة سيبيل في حزام الكويكبات الخارجي. وهو كوكيب معتم من النوع سي، استنادًا إلى هذا التصنيف، فمن المحتمل أنة يتكون من المواد الكربونية. في عام 2002، تم العثور على قمر صغير يدور حول هيرميون بواسطة مقراب مرصد كيك يقدر قطرة بحوالي 8 أميال (13 كم). وفي ديسمبر 2003 أشارات عملية التصوير بواسطة تقنية البصريات التكيفية التي أجريت في مرصد كيك إلى أن شكل هيرميون ثنائي الفصوص .